# Eigenfertigung
Eigenfertigung (oder Eigenproduktion) ist die Herstellung von Produkten mit eigenen Produktionsanlagen. Gegensatz ist die Fremdfertigung.

## Allgemeines
Unter der betrieblichen Funktion der Produktion wird stets Eigenfertigung verstanden. Güter werden mit eigenen Produktionsfaktoren und Produktionsverfahren hergestellt. Sind für die Produktion noch Halbfabrikate erforderlich, so müssen diese Vorleistungsgüter als Fremdfertigung über den Wareneingang bezogen werden. Halbfabrikate sind aus der Sicht ihres Herstellers Eigenfertigung, aus der Sicht des sie weiterverarbeitenden Unternehmens Fremdfertigung. Roh-, Hilfs- und Betriebsstoffe gehören betriebswirtschaftlich nicht zu den Halbfabrikaten, doch streng genommen sind Hilfs- und Betriebsstoffe Halbfabrikate, weil sie Vorleistungsgüter darstellen. Eigenfertigung bedeutet Internalisierung, also die Organisation wirtschaftlicher Aktivitäten in der Unternehmenshierarchie.

## Betriebswirtschaftliche Aspekte
Die Begriffe Eigen- und Fremdfertigung tauchen insbesondere bei der Fertigungstiefe auf. Diese lässt sich deshalb als prozentualer Anteil der Eigenfertigung für das Endprodukt charakterisieren. Die Fertigungstiefe entscheidet darüber, wie hoch der Anteil der Eigen- und Fremdfertigung in einem Unternehmen ist:
{\displaystyle {\text{Fertigungstiefe in Prozent}}={\frac {\text{Eigenfertigung}}{\text{gesamte Fertigung}}}\cdot 100\,\%}.
Die Fertigungstiefe (oder Eigenfertigungsquote) sinkt bei Outsourcing (Offshoring oder Onshoring) und steigt bei Insourcing und Vorwärtsintegration. 
Die Frage, ob Eigenfertigung oder Fremdbezug (englisch make or buy) bevorzugt werden soll, gehört zur strategischen Planung. Wird die Eigenfertigung verringert, sinken die zwar die Herstellkosten, doch müssen bisher selbst hergestellte Bauteile als Halbfabrikate von anderen Unternehmen (Lieferanten/Zulieferern) beschafft werden, sodass die Materialkosten zusätzlich um den im Einstandspreis enthaltenen Gewinn dieser Zulieferer steigen. Zudem entstehen Abhängigkeiten vor allem bei der Just-in-time-Produktion, während etwaige Lagerkosten sich durch die Lagerung von Halbfabrikaten nicht verändern. Je höher das geschätzte Absatzvolumen und Marktpotenzial ist, umso eher lohnt sich die Eigenfertigung wegen der nutzbaren Fixkostendegression. Auch das Know-how kann diese Entscheidung beeinflussen; hierbei fließen auch aktuelle oder zukünftige Vorteile aus dem Erfahrungskurven-Gesetz mit ein.

## Kriterien
Folgende Kriterien sind bei der Entscheidung unter anderen zwischen Eigen- und Fremdfertigung zu berücksichtigen:
| Kriterium       | Gründe für Eigenfertigung |
| --------------- | --- |
| Produktqualität | - Enge Kooperation zwischen Konstruktion und Fertigung bei Produktinnovationen - laufende Qualitätskontrolle - Nutzung eigener Patente und von eigenem Know-how - Aneignung spezifisches Produktions-Know-how |
| Kapazitäten     | - Auslastung vorhandener Produktionskapazitäten bei Personal und Betriebsmitteln |
| Kosten          | - Kostensenkung durch fehlende Lieferantengewinne und außerbetriebliche Transport- und Verpackungskosten - Unabhängigkeit von ungerechtfertigten Preiserhöhungen durch Monopolstellung der Lieferanten        |
| Risiken         | - Geheimhaltung der Produktionsbedingungen vor der Konkurrenz - Geheimhaltung von Produktinnovationen - Verhinderung der Vorwärtsintegration von Lieferanten                                                  |

Eine Eigenfertigung ist dann zweckmäßig, wenn das Beschaffungsobjekt eine hohe strategische Bedeutung hat und ein Fremdbezug mit einer hohen Unsicherheit und Abhängigkeit vom Lieferanten verbunden wäre; ein Fremdbezug ist demgegenüber dann sinnvoll, wenn für die Beschaffungsobjekte eine hohe Verfügbarkeit vorhanden ist.

## Strategien
Eigen- oder Fremdfertigung ist auch eine Produktionsstrategie, denn es gilt zu entscheiden, ob die umfängliche Eigenfertigung eine auch künftig zu erhaltende Kernkompetenz darstellt oder nicht. Das Lean Management und dessen Teilbereich Lean Production zielen unter anderem darauf ab, den Anteil der Eigenfertigung zu Gunsten des Fremdbezugs zu verringern, also die Fertigungstiefe zu verringern und ursprünglich selbst produzierte Güter von Zulieferern fremd zu beziehen. Im Rahmen dieser Konzepte wird die optimale Fertigungstiefe automatisch über Eigenfertigung oder Fremdbezug mit beantwortet. In der Gastronomie werden die Restaurants unter anderem zur Eigenfertigung von Vorleistungsgütern gezwungen, wenn sie mit mehreren Guide Michelin-Sternen ausgezeichnet werden wollen. Das wird erreicht durch eigene Landwirtschaft (Fleischproduktion, Hühnereier, Milchproduktion).